# أغرم علي
أغرم علي أو إغرم علي أو قصر أغرم علي هو أحد قصور بلدية بودة بدائرة أدرار التابعة لولاية أدرار بالجنوب الغربي الجزائري

## السكان
يسكن قصر أغرم علي أولاد ملوك ويحيط به سور كبير، يتبع سكانه الطريقة الطيبية.

## النشاط الفلاحي
يعمل أغلب سكان قصر أغرم علي في الفلاحة التي يغلب عليها غرس النخيل ويستعمل السكان تقنية الفقارة لتوفير المياه للسقي، نجد بأغرم علي فقارة واحدة هي:
| إسم الفقارة | عدد الآبار |
| ----------- | ---------- |
| جرمكار      | 780        |

## الأعلام
1. سيدي المخفي: وهو ولي صالح له ضريح بإغرم علي وتقام له زيارة سنوية.[2]
2. سالم بن طاهر:أحد أعلام قصر أغرم علي نهاية القرن التاسع عشر[1]